# يوهان هدويغ
يوهان هدويغ (1730-1799) (بالإنجليزية: Johann Hedwig)‏ هو عالم نبات ألماني. جنس الهدويكة من النباتات الحزازية سمي تكريماً له.

## نباتات وصفها يوهان هدويغ
- بريوم سناني
- بريوم صلب
- بريوم فضي
- سبلكنون دورقي
- سبلكنون وعائي
- فونار
- يشعور عرعري
- يشعور مألوف

## روابط خارجية
- يوهان هدويغ على موقع الموسوعة البريطانية (الإنجليزية)